# دانشگاه مین

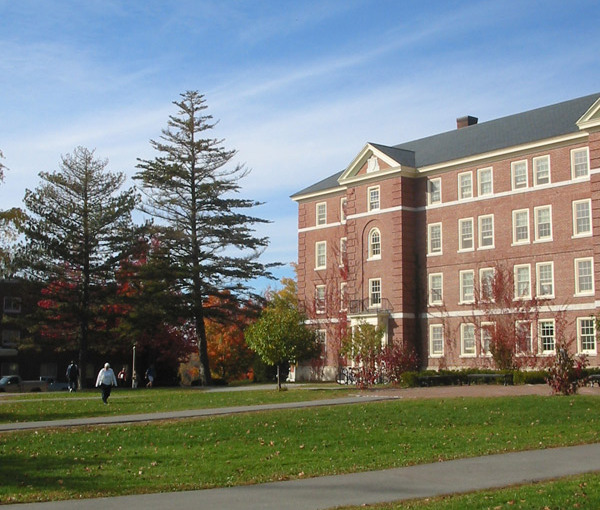
خوابگاه «اوک هال»

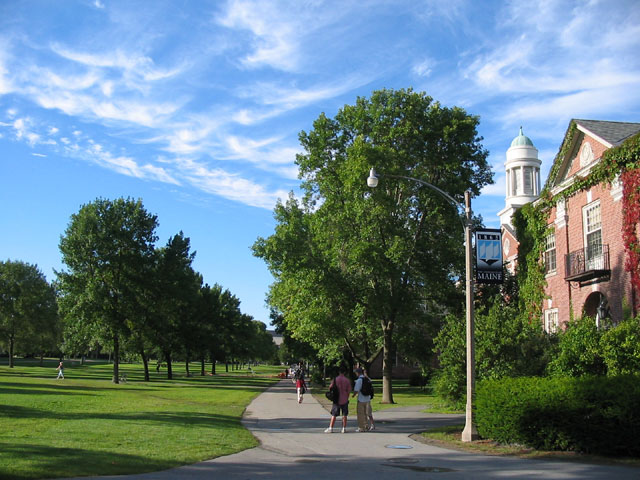
نمایی از دانشگاه

دانشگاه مِین (به انگلیسی: University of Maine) که از آن بعنوان UMaine نیز یاد می شود یکی از دانشگاه‌های دولتی ایالات متحده آمریکا بوده و در ایالت مِین واقع است. این دانشگاه در سال ۱۸۶۵ تأسیس گردید که با مساحتی معادل 660 هکتار در حال حاضر بزرگترین دانشگاه در ایالت «مین» به حساب می‌آید و بیش از ۱۲۰۰۰ دانشجو در آن مشغول تحصیل هستند.
بعنوان معتبرترین دانشگاه در ایالت مین، این دانشگاه جزو دانشگاه های با کیفیت بالا برای مقاطع دکتری طبقه بندی شده است . این دانشگاه یکی از 100 دانشگاه دولتی برتری است که بودجه تحقیقاتی زیادی از سوی بنیاد  ملی علوم آمریکا جذب می کند. 
این دانشگاه دارای مراکز تحقیقاتی متعددی نظیر مرکز ترکیبات و سازه های پیشرفته  و لابراتوار رسانه های تعاملی چند حسی  می باشد. 
در سال 2020، سازمان ناسا (NASA) با همکاری دانشگاه مین، مرکزی برای تحقیقات و پرتاب ماهواره در این دانشگاه ایجاد نمود .